# 森下貴裕
森下 貴裕（もりした たかひろ、1995年6月4日 - ）は、日本の元プロ野球選手（外野手）。出身地は高知県長岡郡本山町。

## 経歴

### プロ入り前
本山町土佐町中学校組合立嶺北中学校から土佐高等学校へ進学し、3年となった2013年の第85回記念選抜高等学校野球大会に21世紀枠で出場し、2回戦で浦和学院高等学校に敗れた。
高校卒業後は慶應義塾大学環境情報学部へ入学に伴い神奈川県横浜市へ移住し慶應義塾体育会野球部へ入部し野球部員として活動していた。4年となった2017年秋にプロ志望届を提出したが、NPB球団からのドラフト指名はなかった。
卒業後の進路はベースボール・チャレンジ・リーグ志望としたものの進路未定で大学卒業することになった。なお大学時代のチームメイトには2年先輩に横尾俊建と山本泰寛、1年先輩に加藤拓也、同級生だが1歳年上の岩見雅紀がいた。大学卒業後に滋賀ユナイテッドベースボールクラブと契約を果たした。東京六大学及び慶應義塾大学出身者として初めて滋賀ユナイテッドベースボールクラブとの契約者となり、滋賀県へ移住した。

### 独立リーグ時代
2018年5月3日に出場選手登録され、正式に滋賀ユナイテッドベースボールクラブの選手となったが、7月13日に飛田登志貴とともに自由契約公示された。自由契約後の7月15日に飛田とともに四国アイランドリーグplus・高知ファイティングドッグスとの契約が発表され、高校卒業以来4年半ぶりに地元高知県へ移住することになった。高知での2018年後期の成績は、16試合に出場して打率.143、打点2であった。
2019年シーズン終了後に高知を退団することが発表された。

### 社会人野球時代
2020年からは社会人野球に活動の場を移し、埼玉県のSUNホールディングスでプレーを続けていた。

### 現役引退後
「嶺北高校魅力化プロジェクト」メンバーとして活動。高知県立嶺北高等学校の公営塾「燈心嶺」で数学を専門とした塾講師を務めている。

## 詳細情報

### 年度別打撃成績
| 年 度       | 球 団       | 試 合 | 打 数 | 得 点 | 安 打 | 二 塁 打 | 三 塁 打 | 本 塁 打 | 打 点 | 三 振 | 四 球 | 死 球 | 犠 打 | 犠 飛 | 盗 塁 | 併 殺 打 | 打 率 | 出 塁 率 | 長 打 率 | O P S |
| ----------- | ----------- | ----- | ----- | ----- | ----- | -------- | -------- | -------- | ----- | ----- | ----- | ----- | ----- | ----- | ----- | -------- | ----- | -------- | -------- | ----- |
| 2018        | 滋賀        | 5     | 11    | 2     | 3     | 0        | 0        | 0        | 0     | 5     | 1     | 0     | 0     | 0     | 0     | 0        | .273  | .333     | .273     | .606  |
| 2018        | 高知        | 16    | 28    | 2     | 4     | 1        | 1        | 0        | 2     | 12    | 4     | 0     | 0     | 0     | 0     | 0        | .143  | .250     | .250     | .500  |
| 2020        | 高知        | 15    | 16    | 1     | 3     | 1        | 0        | 1        | 2     | 8     | 2     | 1     | 0     | 0     | 0     | 1        | .188  | .316     | .438     | .753  |
| BCL：1年    | BCL：1年    | 5     | 11    | 2     | 3     | 0        | 0        | 0        | 0     | 5     | 1     | 0     | 0     | 0     | 0     | 0        | .273  | .333     | .273     | .606  |
| 四国IL：1年 | 四国IL：1年 | 16    | 28    | 2     | 4     | 1        | 1        | 0        | 2     | 12    | 4     | 0     | 0     | 0     | 0     | 0        | .143  | .250     | .250     | .500  |

### 背番号
- 37 （2018年5月3日 - 2018年7月13日）
- 43 （2018年7月15日 - 2019年）